# Ústav pro soudobé dějiny Akademie věd České republiky
Ústav pro soudobé dějiny AV ČR, v. v. i., je výzkumným pracovištěm Akademie věd ČR, zabývajícím se výzkumem českých a československých dějin po roce 1938 v mezinárodním kontextu. Vnitřní struktura ústavu se postupem času proměňovala s tím, jak se měnilo těžiště výzkumu: od bádání o klíčových událostech politických dějin Československa v období komunistického režimu v prvních letech existence ústavu ke komplexně pojatému mnohovrstevnému bádání o soudobých dějinách včetně dějin společnosti, dějin každodennosti, dějin idejí, hospodářských dějin, mezinárodních vztahů.
Ústav pořádá mezinárodní konference, specializovaná sympozia a workshopy. Zaměstnanci ústavu pracují v komisích, oborových a vědeckých radách celé řady univerzitních, akademických i jiných oborových institucí, spolupracují i s orgány státní a územní správy. Mnozí pracovníci ústavu působí na vysokých školách, zvláště intenzivní je spolupráce s Institutem mezinárodních studií FSV UK, Pracovištěm orální historie – soudobé dějiny FHS UK a Ústavem politologie FF UK, s nimiž ústav pojí dlouhodobě společné projekty.
Ústav spravuje v českém prostředí unikátní oborovou knihovnu otevřenou odborné veřejnosti, rozsáhlé sbírky dokumentace k soudobým dějinám a systematicky buduje dokumentaci k dějinám po roce 1989. Ústav vydává (vlastním nákladem anebo ve spolupráci s komerčními nakladateli) několik edičních řad. Od roku 1993 vydává oborový časopis Soudobé dějiny, který od roku 2013 vychází (ve výběru) i v anglické mutaci (Czech Journal of Contemporary History). ÚSD intenzivně spolupracuje s řadou podobně zaměřených zahraničních institucí, s některými jej pojí dlouhodobě koncipované dohody o spolupráci.

## Struktura ústavu
V současnosti je ústav členěn do čtyř tematicky vymezených oddělení a dvou center.
Vědecké útvary ÚSD: 
- Oddělení dějin idejí a konceptů
- Oddělení globálních konfliktů a jejich důsledků
- Oddělení politických dějin
- Oddělení sociálních a kulturních dějin

Centra ÚSD:
- Centrum dějin vědy
- Centrum orální historie

Paralelně s těmito útvary existuje také struktura menších, flexibilních, někdy jen na určitou dobu ustavených pracovních skupin.

## Historie ústavu
Ústav pro soudobé dějiny vznikl začátkem roku 1990 na základě iniciativy historické komise Občanského fóra. Idea vycházela ze zkušenosti většiny západoevropských zemí, kde ústavy zaměřené na výzkum nejnovějších dějin působily již několik desetiletí. Cílem bylo vybudovat pracoviště pro nezávislý výzkum československých dějin v období 1938–1989. Výzkum období československých dějin, jež bylo za komunistického režimu vystaveno soustavnému ideologickému dozoru, kádrování a cenzuře, se jevil jako aktuální a naléhavá potřeba polistopadové společnosti. Všestranné poznání komunistické minulosti vnímala osvobozená společnost jako jednu z podmínek svého zařazení do evropského demokratického společenství. Mimořádná doba a mimořádné pracovní nasazení umožnily během roku 1990 vytvořit podmínky pro běžný vědecký provoz. Klíčovou roli v zakladatelském období ÚSD sehrál, a podobu ústavu na dlouho zásadním způsobem ovlivnil, jeho první ředitel Vilém Prečan, který mimo jiné dokázal aplikovat zkušenosti a představy, s nimiž se vracel z exilu v SRN.
V prvních letech získal ústav svou základní vnitřní strukturu, byla rekonstruována a adaptována historická budova ve Vlašské ulici, č. p. 355/9 (nepominutelný význam měla v první polovině devadesátých let velkorysá finanční podpora Konrad-Adenauer-Stiftung), byla zbudována knihovna. Svou publikační činnost zahájil ústav bezprostředně po svém vzniku mj. založením edičních řad Sešity ÚSD (od 1990), Prameny k dějinám československé krize v letech 1967–1970 (od roku 1993), Svědectví o době a lidech (od roku 1992), od roku 1993 začal vycházet časopis Soudobé dějiny, systematicky byla připravována a vydávána bibliografie soudobých dějin atd. Když Vilém Prečan v roce 1998 předával ústav druhému řediteli Oldřichu Tůmovi, byl ÚSD stabilizovanou a respektovanou akademickou institucí. Tato skutečnost se odrazila i v tom, že v roce 1999 ústav získal prestižní mezinárodní ocenění, Cenu Hannah Arendt udělovanou Institutem für die Wissenschaften vom Menschen a Koerber-Stiftung.
Na přelomu století prošel ústav významnou generační výměnou. Postupně odešla skupina badatelů, kteří ústav zakládali, tvořená především tou generací historiků, jejichž profesní kariéra byla násilně na dvě desetiletí přerušena po roce 1968. Byla vystřídána novou generační skupinou badatelek a badatelů, kteří svá studia absolvovali už v nových poměrech po roce 1989 a k výzkumu nedávné historie přistupují vybaveni jiným rozhledem a rozdílnou životní zkušeností. V roce 2000 tak bylo založeno např. Centrum orální historie. V roce 2003 byla zřízena brněnská pobočka ústavu (2017 transformována v detašované pracoviště). Od roku 2002 do roku 2011 pracovalo při ústavu z rozhodnutí vlády ČR Centrum pro dokumentaci majetkových převodů kulturních statků obětí druhé světové války. V letech 2002–2004 při ústavu pracovalo Výzkumné centrum pro dějiny vědy; v této souvislosti bylo v roce 2002 k ústavu z Archivu AV ČR delimitováno oddělení dějin vědy a výzkumný záměr ÚSD byl rozšířen i tímto směrem. V letech 2007–2010 při ústavu pracovalo – jako společné pracoviště s Zentrum für Zeithistorische Forschung v Postupimi – Centrum pro srovnávací soudobé dějiny střední Evropy. V souvislosti s rozvojem nových metod a rozšířením těžiště výzkumu byly zřízeny i nové ediční řady, mj. Hlasy minulosti (od roku 2003), Česká společnost po roce 1945 (od roku 2004). V roce 2016 ústav zavedl jako výraz uznání za celoživotní zásluhy o rozvoj ústavu nebo vědního oboru statut emeritního výzkumného pracovníka Ústavu pro soudobé dějiny, jímž byli oceněni Vilém Prečan, Karel Kaplan, Milan Otáhal a Jiří Jindra. Třetím ředitelem ústavu se v roce 2017 stal Miroslav Vaněk, který v únoru 2023 na funkci rezignoval kvůli vyšetřování údajného sexuálního obtěžování studentek na Fakultě humanitních studií Univerzity Karlovy.
Ústav se během své – v porovnání s jinými ústavy AV ČR – stále nedlouhé existence etabloval na poli výzkumu soudobých dějin i v mezinárodním kontextu. Dnes je zavedeným pracovištěm standardně spolupracujícím s historickými pracovišti po celém světě (National Security Archive, Washington, D. C.; Forschungsstelle Osteuropa an der Universität Bremen; 1956-os Intézet, Budapešť; Instytut Studiów Politycznych Polskiej Akademii Nauk a Instytut Pamięci Narodowej, Varšava; Hannah-Arendt-Institut für Totalitarismusforschung an der Technischen Universität Dresden; Zentrum für Zeithistorische Forschung, Postupim; Stiftung zur Aufarbeitung der SED-Diktatur, Berlín; Rossijskij Gosudarstvennyj Archiv Novejšej Istorii, Moskva a mnohé další).

## Ředitelé ústavu
- 1990–1998: Vilém Prečan
- 1998–2017: Oldřich Tůma
- 2017–únor 2023: Miroslav Vaněk[1]
- 2023: Oldřich Tůma (pověřen dočasným vedením ústavu)[3]
- od listopadu 2023: Adéla Gjuričová[4]